# Lente intraocular de cámara posterior
Las lentes intraoculares de cámara posterior son unas lentes elásticas y deformables que se implantan de forma permanente entre el iris y el cristalino del ojo a través de una sencilla operación para corregir la miopía, astigmatismo e hipermetropía. 

## Operación
Gracias a que se pueden deformar por su elasticidad, la lente se puede introducir plegada a través de una inyección para luego desplegarla dentro del ojo, por lo que la incisión que hay que hacer en el ojo para introducir la lente es muy pequeña (ventaja con respecto a las de cámara anterior). 
Una de las partes claves de la operación es que la lente quede perfectamente colocada entre el iris y el cristalino. La lente tiene la forma de una lentilla normal, pero es más pequeña y además sobresalen unos bordes que harán que la lente no se pueda desplazar (en las de cámara anterior eran una especie de patitas), aun así, se recomienda no frotarse nunca los ojos de forma intensa para evitar riesgos de desplazamientos. Para introducir la lente, hay que dilatar la pupila del paciente previamente con un colirio. Cuando la pupila recupera su tamaño normal, la lente quedara encajada, sin embargo, es fácil que la pupila quede ligeramente dilatada, razón por la que muchos pacientes tras la operación ven aros de luz por la noche, alrededor de focos de luz como el de las farolas, sin embargo este efecto es menor que con la operación con cirugía laser, donde también ocurre.
Sin embargo, la operación no sólo consiste en la introducción de la lente. Entre el iris y el cristalino, circula el humor acuoso, y la lente puede interferir esta circulación y provocar hipertensión ocular e incluso generar glaucoma, por lo que es necesario previamente o durante la colocación de la lente, realizar un diminuto agujerito en el iris, de forma que el humor acuoso pueda circular libremente desde detrás del iris hacia delante. Aun así, no es recomendable esta operación en personas con tensión ocular elevada.
Finalizada la operación la lente es invisible y pasa totalmente desapercibida. La corrección de la vista suele ser muy satisfactoria.

## Diferencia con otras operaciones
- Con las lentes intraoculares de cámara anterior, menos utilizadas en la actualidad, la lente intraocular se introducen entre la córnea y el iris. Fueron las primeras en inventarse.
- En la operación de cataratas también se introduce una lente intraocular, pero esta sustituye el cristalino por la lente.
- Esta operación es una alternativa a la operación con cirugía láser, sobre todo para personas con muchas dioptrías (superiores a 7 u 8 ) dependiendo del grosor de la córnea de cada paciente. Cuanto mayor grosor, más se podrá reducir la córnea para eliminar la miopía. Si el paciente tiene más de 7 u 8 dioptrías, o tiene una córnea muy fina, probablemente, la única posibilidad que le queda es la operación con lente intraocular.

## Ventajas
1. Es una operación reversible. Si ocurre cualquier inconveniente, se retira la lente y el ojo quedaría igual que antes. Esto es una ventaja con respecto a la operación con cirugía laser, puesto que esta no es reversible.
2. Como ya hemos adelantado, los límite para quitar graduación son bastante amplios (más de 20 dioptrías). En la cirugía láser esta limitación es mucho mayor. Sin embargo, para los que tienen pocas graduación, sigue utilizándose como primera opción la cirugía láser.
3. Con respecto a la cirugía láser, la superficie ocular queda bastante más intacta ya que con la láser la córnea queda bastante reducida y en caso de ser necesario perfeccionar la graduación, la implantación de la lente intraocular es perfectamente compatible con la cirugía láser. Las molestias tras la cirugía son mínimas o inexistentes. Además, la recuperación visual es más rápida porque no tenemos que esperar a que se vaya estabilizando la cicatrización de la córnea como en la operación láser, ni el uso de lágrimas por sequedad del ojo.

## Inconvenientes
Es una operación moderna, y los resultados han sido muy satisfactorios, mejor incluso que con la cirugía láser, sin embargo, el mayor riesgo está en la permanencia de un objeto extraño dentro del ojo, como es la lente intraocular. A corto y medio plazo se trata de una operación muy fiable, pero a largo plazo podría favorecer el desarrollo de cataratas, o de hipertensión ocular. Sirva de ejemplo, el dato que ofrece la clínica Reinoso de Colombia del 4,8% de complicaciones en la tensión ocular (glaucoma) y un 2,5% en complicaciones de opacidad del cristalino (cataratas) . En cualquier caso, antes de realizar la operación, el paciente debe medirse la tensión ocular, y esta no debe ser superior a 21mm o 22mm de Hg. Tampoco sería buena referencia, si el paciente tiene familiares directos con glaucoma, pues hay casos en los que el glaucoma se hereda. En cuanto a las cataratas, más del 50% de la población tendrá cataratas a los 65 años, aunque podría adelantar la edad de aparición por llevar lente intraocular. Por último, está el posible riesgo de deslizamiento de la lente en la cavidad vítrea.
A pesar de los inconvenientes, un estudio con 294 personas (588 ojos) realizado por el fabricante Collamer que aparece en la revista Ophthalmology en Sept-2004 , sólo el 0,6% están insatisfechos con la implantación de la lente ICL tras 3 años de la operación, pero también se asegura que los efectos a largo plazo y las complicaciones potenciales de los lentes de implante todavía no son conocidas.

### Soluciones a estos problemas
- En el caso de la catarata, el problema no es muy grave. Hoy en día las operaciones de cataratas tienen mucho éxito, y la operación es similar a la que estamos tratando. Habría que quitar la lente intraocular y poner una nueva que corrigiera la catarata. Además esta lente seguiría corrigiendo la miopía o astigmatismo que ya tenía el paciente.

- Un problema mayor sería si la tensión ocular aumentada, esto podría llegar a generar glaucoma, por lo que lo recomendable sería quitar la lente intraocular y seguir usando gafas. Por lo tanto si se hace este tipo de operación, es necesario revisar periódicamente la tensión ocular y realizar un fondo de ojos en el oculista, para que en caso de detectar un aumento importante de la tensión ocular proceder a quitar la lente intraocular y realizar un tratamiento específico para evitar que siga aumentando.

- Si se desplazara la lente, sería necesario operarse para volver a colocarla correctamente.

- Finalmente, aunque poco frecuentes, existen riesgos mayores que en la cirugía láser, por tratarse de una operación de mayor envergadura, aunque la intervención dura sólo unos minutos y el paciente pueda irse ese mismo día a su casa con unas gafas oscuras de protección. Una de las complicaciones más temidas es el desprendimiento de retina.